# Дребньова Людмила Миколаївна
Людмила Миколаївна Дребньова (нар. (8 жовтня 1954 , Курган )) — радянська і російська актриса театру і кіно. Заслужена артистка Російської Федерації (2001).

## Біографія
Народилася 8 жовтня 1954 року в місті Кургані Курганської області.
У 1972 або 1973 році приїхала з Оренбурга в Москву і ступила до Школи-студії МХАТ. Під час першого курсу її запросили зніматися в головній ролі у фільмі режисерів Валентина Козачкова і Вадима Лисенка «Посилка для Світлани» (1974), за що студентку виключили з навчального закладу. Після закінчення зйомок фільму Людмила повернулася до Москви і вступила в Щукінське училище.
У 1978 році закінчила Вище театральне училище імені Б. В. Щукіна (акторський курс Альберта Бурова) і була запрошена в трупу Театру імені Моссовета, де прослужила одинадцять років (1978—1989).
З 1987 року (з дня заснування театру) — актриса московського театру «Школа драматичного мистецтва» Анатолія Васильєва (режисерсько-акторська Лабораторія Ігоря Яцко).

## Нагороди
21 листопада 2001 року «за заслуги в галузі мистецтва» Людмилі Дребньовій присвоєно почесне звання «Заслужений артист Російської Федерації».

## Творчість

### Ролі в театрі

#### Театр імені Моссовєта[5]
- 1978 — «Мільйон за посмішку» (Анатолій Софронов). Постановка Ірини Анісімової-Вульф — Ніна
- 1978 — «Казка про дівчинку-невдачу» (Є. Гвоздьов). Постановка А. Молчадської — придворна дама / Краскіна
- 1978 — «Царське полювання» (Леонід Зорін). Постановка Романа Віктюка — гостя на вечорі Катерини
- 1978 — «Очима клоуна» (Генріх Белль). Постановка Геннадія Бортнікова — Генрієтта / Белла Брозен (1984)
- 1978 — «„А чи існує кохання?“ — запитують пожежники» (Едвард Радзинський). Режисер: Борис Щедрін — Вона
- 1979 — «Кішки-мишки» (Іштван Еркень). Режисер: Інна Данкман — Ержбет у молодості / Ілона (1981)
- 1979 — «Брати Карамазови» (Федір Достоєвський). Режисер: Павло Хомський — дівка в картині «Мокре»
- 1980 — «Якщо буду живий…» (Сергій Коковкиі). Режисер: Олексій Казанцев — голос / Мар'яна / Ксенія / хлопчик-італієць / нянька / дама з квітами
- 1981 — «Живий труп» (Лев Толстой). Режисер: Борис Щедрін — циганка Маша
- 1981 — «Перевищення влади» (Валентин Черних). Режисер: Павло Хомський — Кулагіна
- 198? — «Що той солдат, що цей» (Бертольт Брехт). Режисер: Марк Вайль — Леокадія Бегбик, власниця трактиру [6]
- 1982 — «Похорон в Каліфорнії» (Рустам Ібрагімбеков). Режисер: Сергій Юрський — Кітті
- 1982 — «Єгор Буличов та інші» (Максим Горький). Режисер: Павло Хомський — Олександра Буличова
- 1983 — «Прем'єра» (Лалі Росеба). Режисер: Марк Вайль — Ада
- 1984 — «Фабрична дівчина» (Олександр Володін). Режисер: Борис Щедрін — Женька Шульженко
- 1984 — «Людина як людина» (Б. Брехт). Режисер: Марк Вайль — Леокадія Бегбик
- 1986 — «Маленькі трагедії» (Олександр Пушкін). Режисер: Армен Хандікян — Лаура / Луїза
- 1986 — «Орніфль, або Наскрізний вітерець» (Жан Ануй). Режисер: Сергій Юрський — Маргарита
- 1987 — «Сумний детектив» (Віктор Астаф'єв). Режисер: Геннадій Тростянецький — Елеонора Сошнина
- 2001 — «Срібний вік» (Михайло Рощин). Режисер: Юрій Єрьомін — Кіра Августівна

#### Театр «Школа драматичного мистецтва»
- 1987 — «Шість персонажів у пошуках автора» (Л. Піранделло). Режисер: Анатолій Васильєв — пасербиця
- 1988 — «Спостерігач» (О. Шипенко). Режисер: Борис Юхананов — рок-співачка
- 1990 — «Сьогодні ми імпровізуємо» (Л. Піранделло). Режисер: Анатолій Васильєв
- 1992 — «Ідіот» — глави з роману (Ф. Достоєвський). Режисер: Анатолій Васильєв — Аглая / Варя
- 1994 — «Амфітріон» (Мольєр). Режисер: Анатолій Васильєв — Алкмена / Клеантида
- 1998 — «„Дон Жуан, або Кам'яний гість“ та інші вірші» (О. Пушкін). Режисер: Анатолій Васильєв — Лаура
- 1999 — «Концерт „До***“» (О. Пушкін). Режисер: Анатолій Васильєв — виконавиця романсів
- 2006 — «Кам'яний гість, або Дон Жуан мертвий» (О. Пушкін). Режисер: Анатолій Васильєв — Донна Анна
- 2008 — «Кам'яний ангел» (М. Цвєтаєва). Режисер: Ігор Яцко — Венера
- 2013 — «Як важливо бути серйозним» (О. Вайлд). Режисер: Ігор Яцко — Леді Брекнел
- 2015 — «Вишневий сад» (А. П. Чехов). Режисер: Ігор Яцко — Любов Андріївна Раневська, поміщиця

#### Центральний будинок актора
- 2002 — «Три високі жінки». Режисер: Роман Мархолія;
- 2003 — «Воскресіння Лазаря» (Федір Достоєвський). Режисер: Борис Мільграм — Катерина Іванівна;
- 18.01.2012 — «Завжди з любов'ю…» (творчий вечір заслуженої артистки Росії Людмили Дребневой з циклу «Різні долі»)[7][8]. Режисер: Павло Тихомиров.

#### Московський театр юного глядача
- 2003 — «Сни вигнання» (Кама Гінкас) — жорстока тітка в капелюсі[9]

#### Державний театр націй
- 2004 — «Роман без ремарок» (Сергій Коробков). Режисер: Геннадій Шапошников — вахтерка

#### Московський драматичний театр імені М.Н.Єрмолової
- 2013 — «Польоти з Ангелом» (Зіновій Сагалов). Режисер: Сергій Юрський[10][11] — комісар

### Фільмографія[12]
- 1974 — Посилка для Світлани — Світлана Платонова
- 1974 — Контрабанда — Люба, член екіпажу корабля
- 1978 — Вечір старовинних російських водевілів[13] — Лизанька.
- 1978 — Узбіччя — Люся, донька Воловича
- 1978 — Осінні дзвони — царица-мачуха
- 1979 — З коханими не розлучайтесь — Іра
- 1980 — Альманах сатири і гумору[14] — Анечка / літераторша
- 1980 — Життя моє — армія — Марина, дружина офіцера Карташова
- 1981 — Проста дівчина — Оля[15]
- 1983 — Дитячий сад — торгівка
- 1985 — Третє покоління — Рая Власова
- 1986 — Карусель на базарній площі — Нюра
- 1987 — Живий труп — Маша, циганка
- 1988 — Брошка — Еммі
- 1989 — Ніч на роздуми
- 2002 — Садко — читає билину Олексія Толстого[16]
- 2004 — Ундіна — суддя
- 2004 — Ніжне чудовисько — заступниця директора театра
- 2005 — Клоунів не вбивають — Люба, дружина Леоніда Якубовича
- 2005 — Сищики районного масштабу — Любка-кагебешниця
- 2005 — Доки
- 2005 — Авантюристка (серія 3) — Євгенія Полуянова
- 2005 — Примадонна — директорка школи
- 2005 — Один з багатьох — Родрігес
- 2005 — Приречена стати зіркою — Ганна Борисівна Годунова, прототип Алли Пугачової
- 2006 — Лікарська таємниця — Альона Ігорівна Хоменко, заступниця директора
- 2006 — Хто в домі господар? — Ксенія Борисівна
- 2007 — Брати по-різному (серія "Пристрасті по Івану ") —  Ксенія Анатоліївна, головний редактор недільного додатку
- 2007 — Жіночі історії — Світлана Іванівна, мама Поліни Віленської
- 2008 — Одна ніч кохання — графиня Ігнатьєва
- 2008 — Галина — Ірина Бугримова
- 2008 — Руда — член приймальної комісії
- 2008 — Ранетки — Емілія Карпівна Зеленова, бабуся Поліни
- 2008 —  Осінній детектив —  Ірина Громова, адвокат
- 2008 —  Морозов (серія 5) —  сусідка Кривцова
- 2009 — Пастка для фахівця —  секретарка в приймальні Кантарович
- 2009 —  Непридумане вбивство —  Емма Олександрівна, дружина банкіра Радзивілла
- 2009 —  Злочин буде розкрито 2 (серія № 20 «Кролик в засідці») —  дружина директора модельного агентства
- 2010 —  Коли цвіте бузок —  Ольга Степанівна, мати Андрія
- 2011 —  Будинок вітру —  Ірина Львівна
- 2011 —  Новини —  Лідія Макарівна, мати Сергія Пономарьова
- 2011 —  Солдатські казки Сашка Чорного —  Влада, маг
- 2011 — Щоденник доктора Зайцевої —  матуся
- 2012 —  Останній джин —  Емма Іванівна
- 2016 —  Валькіні нещастя —  Лариса Василівна, мати Михайла, свекруха Валентини
- 2016 —  Готель «Росія» —  Іскра Юхимівна, начальник оргвідділу готелю

### Озвучення
- 2004 — Елька і Зоряний листоноша — бабуся Ельки
- 2007 — Елька — мама Ельки
- 2013 — Цветаева, Марина Ивановна — " Антология русской поэзии « Круг лета Господня» — Из рук моих, Молитва лодки, Сини подмосковные холмы[17]
- 2014 — Радио «Русский мир» — «Звёзды „Русского мира“: актриса Людмила Дребнёва».[18]

### Участь у телевізійних програмах і сюжетах
- Новини культури (Худрада), телеканал «Культура», 07.10.2008[19]
- Реальні історії, телеканал «ТВ Центр», 17.10.2010[20]
- Новини культури, телеканал «Культура», 10.11.2010[21]
- Події, телеканал «ТВ Центр», 11.12.2011[22]
- Правда 24, телеканал «Москва 24», 07.10.2014[23]
- Календар, телеканал «Культура», 8.10.2014[24]
- Афіша, телеканал «Культура», 8.10.2014[25]
- «Музика у подіях», «Радіо Росії», 17.10.2014[26]
- Новини культури (Худрада), телеканал «Культура», 29.01.2015[27]

## Згадки у друкованих виданнях
- Питання театру (збірник 11, стаття «На малих сценах») / Ст. Ст. Фролов — М.: СТД, 1987 (стор 74)
- Петербурзький театральний журнал (№ 20, стаття «Правила відторгнення „Я“») / О. Фоміна — СПб., 2000 (стор 59)
- Петербурзький театральний журнал (№ 22, стаття «Гра про Моцарта і Сальєрі») / А.с Карась — СПб., 2000 (стор 20)
- Гра в життя / С. Ю. Юрський — М.: Вагриус, 2002. — 378 с. (стор 285)
- Зірка «Школи драматичного мистецтва» — Людмила Дребнева святкує ювілей!, газета " Аргументи тижня, 12.09.2014[28]
- газета ИЗВЕСТИЯ 6 жовтня 2014, — «Я наламала чимало дров, але який багаття!», газета ИЗВЕСТИЯ 6 жовтня 2014, — «Я наламала чимало дров, але який багаття!», 6.10.2014 7октября № 188(29188))[29]
- Російська газета 9 жовтня 2014, — "Ієрогліф пристрасті, Актриса Людмила Дребнева святкує свій ювілей з «Кам'яним ангелом» ",Російська газета від 9 жовтня 2014 № 230 (6502), — «Ієрогліф пристрасті, Актриса Людмила Дребнева святкує свій ювілей з „Кам'яним ангелом“», 9.10.2014[30]